# Teatro nacional de Albania
El Teatro nacional de Albania (en albanés: Teatri Kombëtar në Shqipëri) ha tenido su sede en Tirana, la capital del país europeo de Albania. El edificio del teatro data de 1939. Antes era un cine. Más tarde fue llamado Teatro de películas Kosovo (albanés: Kinema Teater Kosova). La inauguración y la denominación de Teatro Profesional del País (albanés: profesionista Teater i Shtetit) ocurrió el 24 de mayo de 1945. Más tarde, el teatro se llamó Teatro Popular (albanés: Teatri Popullor). Se consideró que tuviese ese nombre hasta junio de 1991 cuando fue renombrado Teatro Nacional.